# Joanna Briscoe
Joanna Briscoe född i London, är en brittisk författare.
Briscoe studerade vid University College London och arbetade under flera år som frilansjournalist.
Hennes första roman Mothers and Other Lovers, i vilken tonåringen Eleanor som försöker fly från ett förlamande landsortsliv blir förälskad i sin mammas nya kvinnliga väninna, vann Betty Trask Award. Briscoe tillbringade mycket tid i New York, för research inför sin andra roman Skin vilken utforskar plastikkirurgin och de psykologiska verktyg som används på kvinnor inom skönhetsindustrin. Hennes tredje roman, den psykologiska thrillern Sleep With Me gavs ut i juli 2005. Den har översatts till ett flertal språk och nominerades till Prince Maurice Award. Briscoes noveller har ingått i ett flertal antologier. 

### Utgivet på svenska
- Ligg hos mig 2007

## Priser och utmärkelser
- Betty Trask Award 1993 för Mothers and Other Lovers